# Nematoctonus robustus
Nematoctonus robustus är en svampart som beskrevs av F.R. Jones 1964. Nematoctonus robustus ingår i släktet Nematoctonus och familjen musslingar.   Inga underarter finns listade i Catalogue of Life.